# Test psicològic
|  | No s'ha de confondre amb Test d'intel·ligència. |

Els tests psicològics són un camp caracteritzat per l'ús de mostres de comportament per tal d'avaluar conductes psicològiques, com ara el funcionament cognitiu i emocional, d'un individu determinat Les proves psicològiques són administrades per avaluadors entrenats. Les respostes d'una persona s'avaluen d'acord amb directrius acuradament prescrites. Es creu que les puntuacions reflecteixen diferències individuals o grupals en el constructe que la prova pretén mesurar. El terme tècnic per a la ciència que tracte de les proves psicològiques és la psicometria.

## Proves psicològiques
Segons Anastasi i Urbina, les proves psicològiques impliquen observacions fetes sobre una " mostra acuradament escollida [autors d'èmfasi] del comportament d'un individu". Sovint, una prova psicològica està dissenyada per mesurar construccions no observades, també conegudes com a variables latents. Les proves psicològiques poden incloure una sèrie de tasques o problemes que l'enquestat ha de resoldre. Les proves psicològiques poden incloure qüestionaris i entrevistes, que també estan dissenyades per mesurar construccions no observades. Les escales basades en qüestionaris i entrevistes solen ser diferents de les proves psicoeducatives, que demanen el màxim rendiment de l'enquestat. Les escales basades en qüestionaris i entrevistes, en canvi, demanen el comportament típic de l'enquestat. Les proves de símptomes i actituds s'anomenen més sovint escales. Una prova/escala psicològica útil ha de ser vàlida (és a dir, hi ha proves que recolzen la idea que la prova o l'escala mesura allò que es pretén mesurar i "el bé que ho fa") i fiable (és a dir, coherents internament o donar resultats coherents al llarg del temps, entre els avaluadors, etc.).
És important que les persones que són iguals en el constructe mesurat (per exemple, habilitat matemàtica, depressió) tinguin una probabilitat aproximadament igual de respondre un ítem de prova amb precisió o reconèixer la presència d'un símptoma. Un exemple d'un ítem d'una prova de matemàtiques que es podria utilitzar al Regne Unit però no als Estats Units podria ser el següent: "En un partit de futbol dos jugadors reben una targeta vermella; quants jugadors queden al terreny de joc?" Aquest ítem requereix coneixements de futbol (futbol) per respondre correctament, no només habilitat matemàtica. Així, la pertinença a un grup pot influir en la possibilitat de respondre correctament els ítems, tal com es recull en el concepte de funcionament diferencial dels ítems . Sovint, les proves es construeixen per a una població específica i la naturalesa d'aquesta població s'ha de tenir en compte a l'hora d'administrar proves fora d'aquesta població. Si una prova és invariant per a una població (p. ex., escolars al Regne Unit), no vol dir automàticament que la prova funcioni de la mateixa manera en una altra població (p. ex., escolars als Estats Units).
L'avaluació psicològica és similar a la prova psicològica, però normalment implica una avaluació més completa de l'individu. L'avaluació psicològica és un procés que consisteix a comprovar la integració d'informació procedent de múltiples fonts, com ara proves de personalitat normal i anormal, proves d'habilitat o intel·ligència, proves d'interessos o actituds, així com informació d'entrevistes personals. També es recull informació col·lateral sobre la història personal, laboral o mèdica, com ara els registres o les entrevistes amb pares, cònjuges, professors o terapeutes o metges anteriors. Una prova psicològica és una de les fonts de dades utilitzades en el procés d'avaluació ; normalment s'utilitza més d'una prova. Molts psicòlegs fan un cert nivell d'avaluació quan ofereixen serveis a clients o pacients, i poden utilitzar, per exemple, llistes de verificació senzilles per avaluar alguns trets o símptomes, però l'avaluació psicològica és un procés més complex, detallat i en profunditat. Els tipus típics d'enfocament per a l'avaluació psicològica són proporcionar un diagnòstic; per avaluar una àrea determinada de funcionament o discapacitat sovint per als entorns escolars; per ajudar a seleccionar el tipus de tractament o per avaluar els resultats del tractament; ajudar els tribunals a decidir qüestions psicològiques forenses com ara la custòdia dels fills o la competència per ser jutjats; o per ajudar a avaluar els sol·licitants de feina o els empleats i oferir assessorament o formació en el desenvolupament de la carrera.

## Història

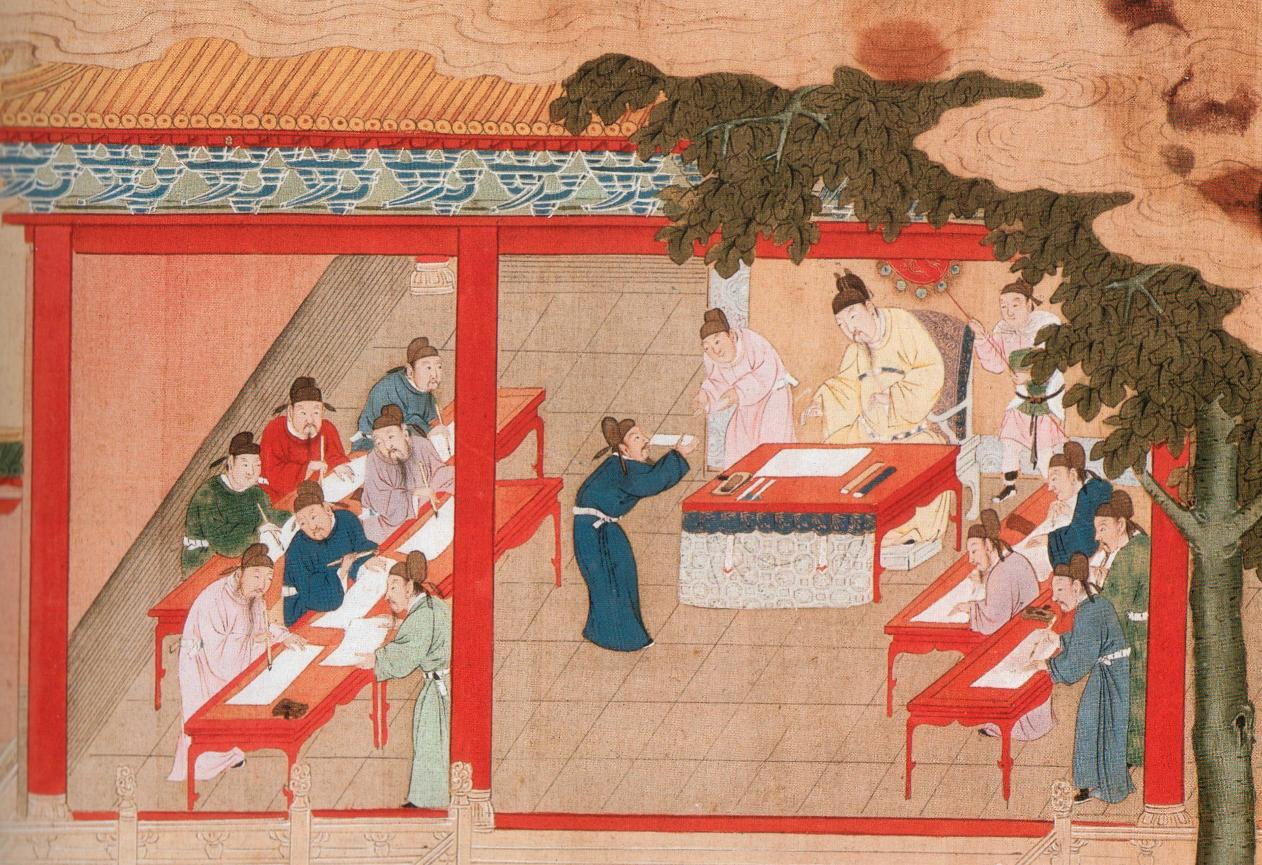
Un quadre de la dinastia Song dels candidats que participen a l'examen imperial, una forma rudimentària de prova psicològica.

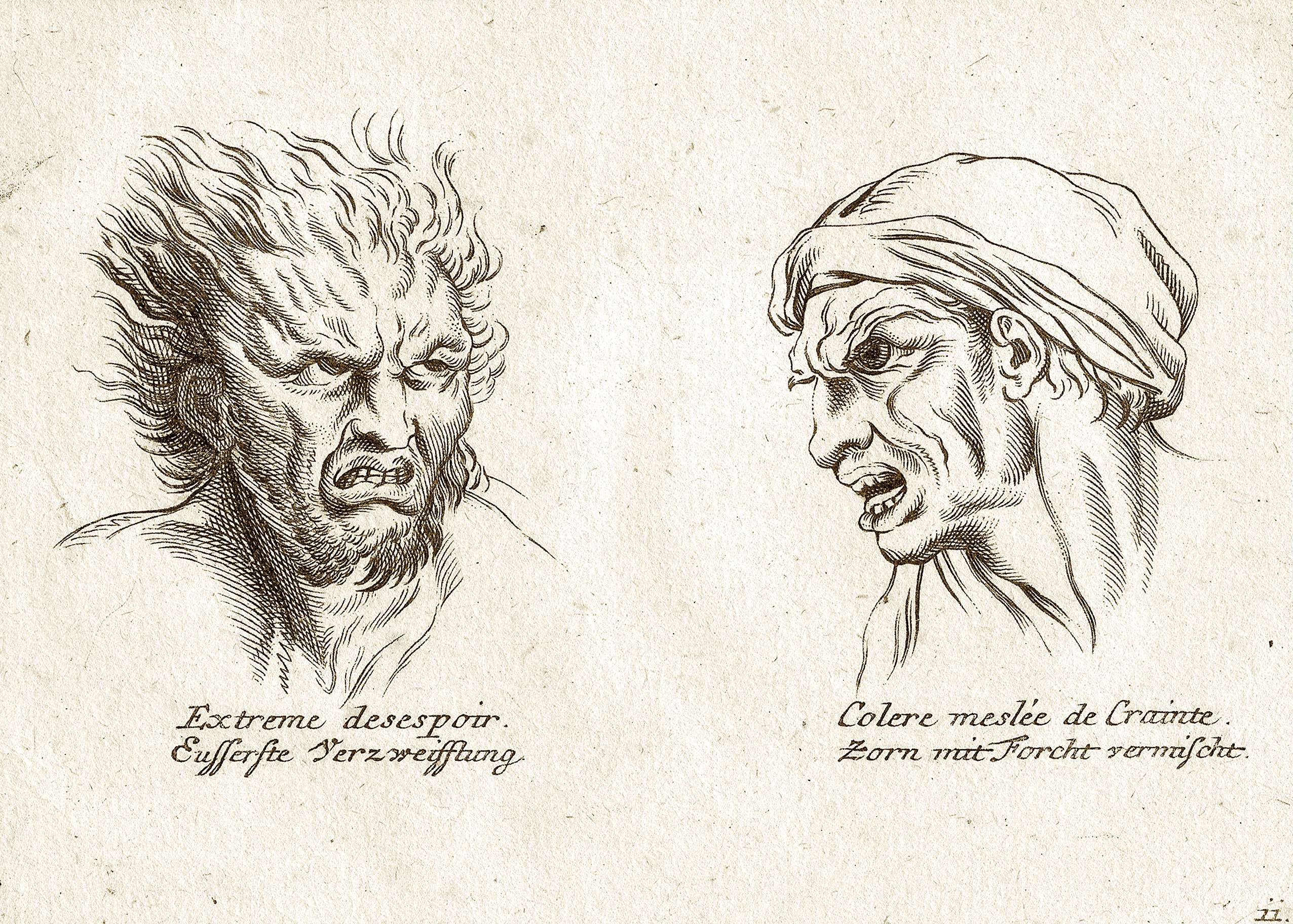
La fisonomia es va utilitzar per avaluar els trets de la personalitat en funció de l'aspecte exterior d'un individu.

Les primeres proves a gran escala podrien haver estat exàmens que formaven part del sistema d'examen imperial a la Xina. La prova, una forma primerenca de proves psicològiques, avaluava els candidats en funció de la seva competència en temes com el dret civil i les polítiques fiscals. Altres primeres proves d'intel·ligència es van fer per a l'entreteniment més que per a l'anàlisi. Les proves mentals modernes van començar a França al segle XIX. Va contribuir a separar el retard mental de la malaltia mental i a reduir l'abandonament, la tortura i el ridícul que s'acumulaven ambdós grups.
L'anglès Francis Galton va encunyar els termes psicometria i eugenèsia i va desenvolupar un mètode per mesurar la intel·ligència basat en proves sensoriomotores no verbals. Inicialment va ser popular, però es va abandonar després del descobriment que no tenia cap relació amb resultats com les notes universitàries. El psicòleg francès Alfred Binet, juntament amb els psicòlegs Victor Henri i Théodore Simon, després d'uns 15 anys de desenvolupament, van publicar el test Binet-Simon el 1905, que es va centrar en les habilitats verbals. Es pretenia identificar el retard mental en els escolars.
Els orígens de les proves de personalitat es remunten als segles XVIII i XIX, quan la personalitat s'avaluava mitjançant la frenologia, la mesura del crani humà i la fisonomia, que avaluava la personalitat en funció de les aparences exteriors d'una persona. Aquestes primeres tècniques pseudocientífiques van ser finalment substituïdes per mètodes més empírics al segle xx. Una de les primeres proves de personalitat modernes va ser la Woolworth Personality Data Sheet, un inventari d'autoinforme desenvolupat per a la Primera Guerra Mundial i utilitzat per a la detecció psiquiàtrica de nous reclutats.

## Principis
Les proves psicològiques adequades es realitzen després d'una intensa investigació i desenvolupament, en contrast amb els qüestionaris ràpids basats en web o de revistes que diuen "Descobriu el vostre color de personalitat" o "Quina edat interior teniu?" La prova psicològica adequada consisteix en el següent:
- Estandardització : tots els procediments i passos s'han de dur a terme amb coherència i sota el mateix entorn per aconseguir el mateix rendiment de prova que els que s'estan provant.
- Objectivitat : puntuació de manera que es minimitzin els judicis subjectius i els biaixos, amb els resultats per a cada participant de la prova obtinguts de la mateixa manera.
- Discriminació : les puntuacions han de discriminar els participants que tenen una intensificació més alta del tret mesurat i que tenen una atenuació més alta del tret mesurat.[14][15]
- Normes de la prova : la puntuació mitjana de la prova d'un grup gran de persones on el rendiment d'un individu es pot comparar amb els resultats d'altres mitjançant l'establiment d'un punt de comparació o marc de referència.
- Fiabilitat - Obtenció del mateix resultat després de múltiples proves.
- Validesa : el tipus de prova que s'administra ha de mesurar el que es pretén mesurar.

## Tipus
Hi ha diverses categories àmplies de proves psicològiques:

### Proves de rendiment
Les proves d'assoliment són proves que avaluen els coneixements d'una persona en una matèria. Les proves de rendiment acadèmic estan dissenyades per ser administrades per un avaluador format a una persona o un grup de persones. Durant les proves d'assoliment, es presenten a la persona avaluada una sèrie d'ítems de la prova. Es creu que la puntuació d'una prova reflecteix el rendiment en una assignatura escolar.
Moltes proves d'assoliment tenen referència a normes . Les respostes de la persona es puntuen segons protocols estandarditzats i els resultats es poden comparar amb les respostes d'un grup normatiu un cop finalitzada la prova.
Algunes proves d'assoliment es refereixen a criteris, el propòsit de les quals és esbrinar si l'estudiant dominava un conjunt de coneixements predeterminat en lloc de comparar-lo amb tots els altres que prenen la prova.
La prova de rendiment educatiu de Kaufman és un exemple de prova de rendiment administrada individualment per als estudiants.

### Proves d'aptitud
Les proves psicològiques s'han dissenyat per mesurar habilitats específiques, com ara l'aptitud clerical, perceptiva, numèrica o espacial. De vegades, aquestes proves s'han de dissenyar especialment per a una feina concreta, però també hi ha proves disponibles que mesuren les aptituds generals d'oficina i mecànica, o fins i tot la capacitat d'aprenentatge general. Un exemple d'una prova d'aptitud ocupacional és el Minnesota Clerical Test, que mesura la velocitat perceptiva i la precisió requerides per realitzar diverses tasques d'oficina. Una prova d'aptitud molt utilitzada en els negocis és la prova Wonderlic . Hi ha aptituds que es creu que estan relacionades amb ocupacions específiques i que s'utilitzen per a l'orientació professional, així com per a la selecció i la contractació.
L'evidència suggereix que les proves d'aptitud com les proves de coeficient intel·lectual són sensibles a l'aprenentatge passat i no poden evitar mesurar els assoliments passats, tot i que abans es pensava que mesuraven les habilitats no tutoritzades. El SAT, que abans s'anomenava prova d'aptitud escolar, va tenir el seu nom canviat perquè el rendiment a la prova és sensible a l'entrenament.

### Escales d'actitud
Una escala d'actituds avalua la disposició d'una persona respecte a un esdeveniment (per exemple, una decisió del Tribunal Suprem), una persona (per exemple, un governador), un concepte (p. ex., portar mascaretes durant una pandèmia), una organització (p. (per exemple, les armes nuclears) en un continu unidimensional d'actitud favorable-desfavorable. Les escales d'actitud s'utilitzen en màrqueting per determinar les preferències dels individus per les marques. Històricament, els psicòlegs socials han desenvolupat escales d'actitud per avaluar les actituds dels individus cap a les Nacions Unides i les relacions racials. Normalment les escales Likert s'utilitzen en la investigació d'actituds. Històricament, l'escala Thurstone es va utilitzar abans del desenvolupament de l'escala Likert. L'escala Likert ha suplantat en gran manera l'escala Thurstone.

### Informació biogràfica en blanc
Els espais en blanc d'informació biogràfica o BIB són un formulari de paper i llapis que inclou articles que pregunten sobre la història personal i laboral detallada. S'utilitza per ajudar en la contractació d'empleats fent coincidir els antecedents de les persones amb els requisits del lloc de treball.

### Proves clíniques
L'objectiu de les proves clíniques és avaluar la presència de símptomes de psicopatologia. Alguns exemples d'avaluacions clíniques inclouen el Minnesota Multiphasic Personality Inventory, Millon Clinical Multiaxial Inventory-IV, Child Behavior Checklist, Symptom Checklist 90 i el Beck Depression Inventory.
Les proves clíniques com l'MMPI també tenen referència a la norma, amb 50 la puntuació més mitjana en una subescala de símptomes com l'escala de depressió i 60 una puntuació que situa l'individu una desviació estàndard per sobre de la mitjana de l'escala de símptomes.

### Referent a criteris
Una prova basada en criteris és una prova d'assoliment en un domini de coneixement específic. El rendiment d'un individu a la prova es compara amb un criteri. Els participants no es comparen entre ells. La puntuació d'aprovació, és a dir, el criteri de rendiment, l'estableix el professor o una institució educativa. Les proves referides a criteris formen part integrant de l'educació basada en el domini.

### Observació directa
L'avaluació psicològica pot implicar l'observació de les persones mentre completen les activitats. Aquest tipus d'avaluació se sol fer amb les famílies en un laboratori o a casa. De vegades, l'observació pot implicar nens a l'aula o al pati de l'escola. El propòsit pot ser clínic, com ara establir una línia de base prèvia a la intervenció dels comportaments hiperactius o agressius d'un nen a l'aula o observar la naturalesa de la interacció pare-fill per entendre un trastorn relacional. Els mètodes de mostreig de temps també formen part de la investigació observacional directa. La fiabilitat dels observadors en la investigació observacional directa es pot avaluar mitjançant el kappa de Cohen.
El Parent-Child Interaction Assessment-II (PCIA) és un exemple de procediment d'observació directa que s'utilitza amb nens i pares en edat escolar. Els pares i els nens estan gravats en vídeo jugant en un zoològic simulat. L'avaluació de la relació primerenca entre pares i fills s'utilitza per estudiar els pares i els nens petits i implica una tasca d'alimentació i trencaclosques. La MacArthur Story Stem Battery (MSSB) s'utilitza per obtenir narracions dels nens. El Diadic Parent Interaction Coding System-II fa un seguiment de fins a quin punt els nens segueixen les ordres dels pares i viceversa i s'adapta molt bé a l'estudi dels nens amb trastorns d'oposició desafiant i els seus pares.

### Inventaris d'interessos
Les proves psicològiques inclouen inventaris d'interessos. Aquestes proves s'utilitzen principalment per a l'assessorament professional. Els inventaris d'interès inclouen articles que pregunten sobre les activitats preferides i els interessos de les persones que busquen assessorament professional. La raó és que si les activitats i els interessos de l'individu són similars al patró modal de les persones que tenen èxit en una ocupació determinada, aleshores hi ha moltes possibilitats que l'individu trobi satisfacció en aquesta ocupació. Una prova d'interès molt utilitzada és el Strong Interest Inventory, que s'utilitza en l'avaluació de la carrera professional, l'assessorament professional i l'orientació educativa.

### Tests neuropsicològics
Les proves neuropsicològiques estan dissenyades per ser una mesura objectiva i estandarditzada d'una mostra de comportament.

### Proves normatives
Els ítems de les proves de referència de normes s'han provat en un grup de normalització i les puntuacions de la prova es poden classificar com a altes, mitjanes o baixes i les gradacions intermèdies. Aquestes proves permeten estudiar les diferències individuals. Les puntuacions de les proves d'assoliment referides a normes s'associen amb rangs percentils en comparació amb altres individus que tenen l'edat o el grau de qui pren la prova.

### Proves de personalitat
Les proves de personalitat avaluen els constructes que es creu que són els components de la personalitat. Alguns exemples de construccions de personalitat inclouen trets dels Cinc grans, com la introversió-extroversió i la consciència. Es creu que les construccions de la personalitat són dimensionals. Les mesures de personalitat s'utilitzen en la investigació i en la selecció d'empleats. Inclouen escales d'autoinforme i d'observador-informe. Alguns exemples de proves de personalitat amb referència a normes inclouen el NEO-PI, el 16PF, l' OPQ i el FFPI-C.
Les escales IPIP avaluen els mateixos trets de personalitat que el NEO i les altres escales, però les escales i ítems IPIP estan disponibles de manera gratuïta.

### Proves projectives
Les proves projectives es van originar a la primera meitat del 1900.
Exemples de proves projectives són la narració d'històries, els dibuixos o les tasques d'acabament de frases.